# LuckyChap Entertainment
LuckyChap Entertainment ist eine von Margot Robbie, Tom Ackerley, Josey McNamara und Sophia Kerr im Jahr 2014 gegründete US-amerikanische Filmproduktionsgesellschaft.

## Geschichte

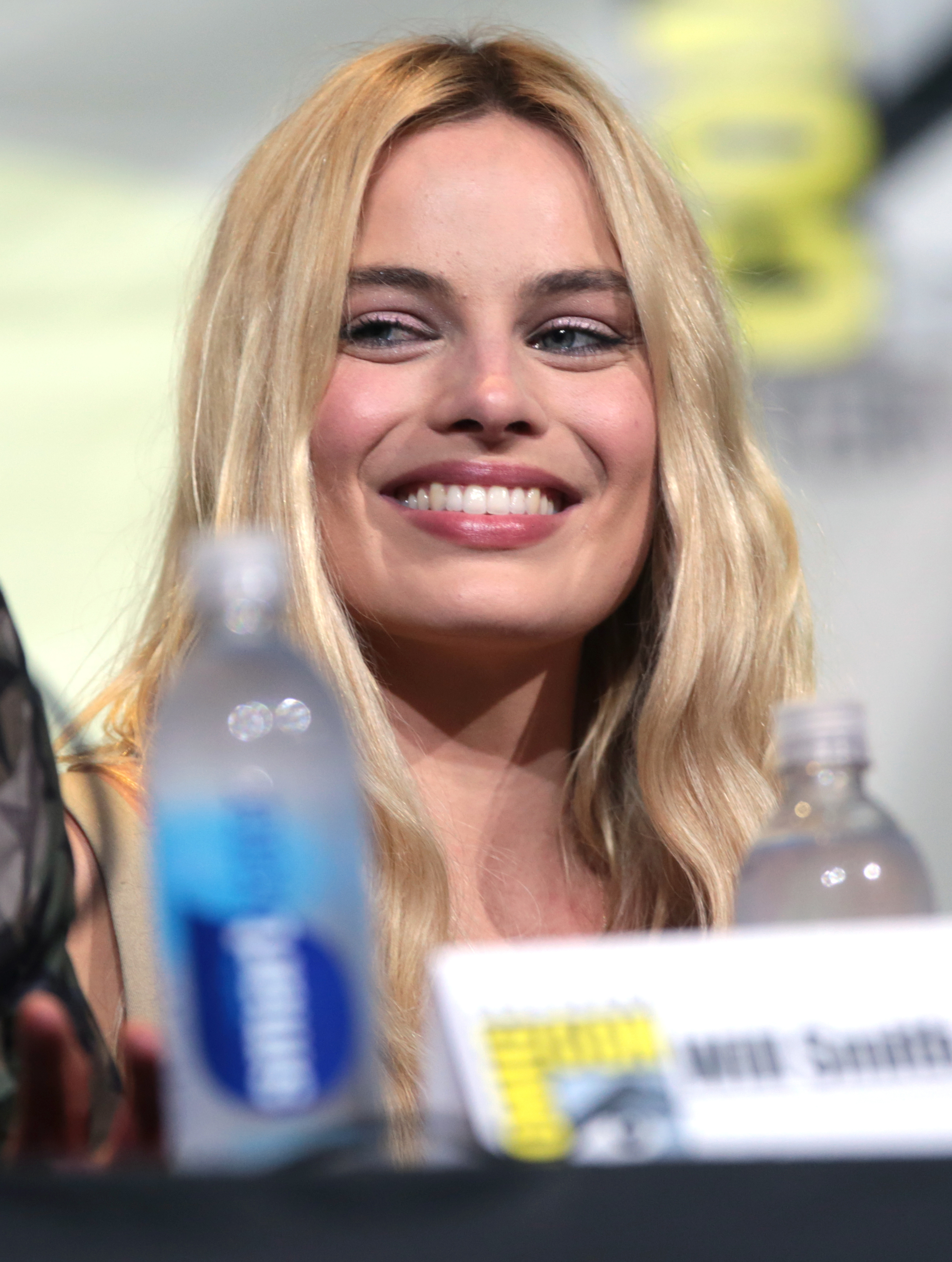
Margot Robbie, Mitgründerin von LuckyChap Entertainment

Nach ihrem endgültigen Durchbruch als Schauspielerin in Martin Scorseses Filmbiografie The Wolf of Wall Street gründete Margot Robbie mit ihrem späteren Ehemann Tom Ackerley und ihren Freunden Josey McNamara und Sophia Kerr das Unternehmen am 18. September 2014 zunächst in London, wo die vier Gründer zu dieser Zeit noch lebten. Der Name LuckyChap entstand spontan während eines Gesprächs über Charlie Chaplin, hat aber keine tiefergehende Bedeutung.
Robbie wollte mit dem Unternehmen mehr kreative Kontrolle über Filmprojekte erlangen und Filmemacherinnen ermöglichen, Geschichten vor allem für ein weibliches Publikum zu produzieren.
Im Dezember 2017 unterzeichnete LuckyChap Entertainment einen zweijährigen First-Look-Deal mit Warner Bros. Television. Im Jahr 2018 wurde der Unternehmenssitz nach Kalifornien verlegt, wo LuckyChap Entertainment ein Büro auf dem Studiogelände von Warner Bros. eröffnete. Das Unternehmen hat weiterhin einen Unternehmenssitz im Vereinigten Königreich, der sich seit 2020 in Bromsgrove, Worcestershire, befindet.
Die erste im Kino veröffentlichte Produktion des Unternehmens war 2017 I, Tonya, eine Filmbiografie über die ehemalige Eiskunstläuferin Tonya Harding, bei der Robbie auch die Hauptrolle übernahm. Das Filmbudget von etwa 11 Mio. US-Dollar finanzierte hauptsächlich die Beteiligungsgesellschaft Access Industries. Der Film erhielt gute Kritiken sowie mehrere Filmpreise und spielte weltweit etwa 53 Mio. US-Dollar an den Kinokassen ein. Die nächsten Filmprojekte Terminal – Rache war nie schöner (2018) und Dreamland (2019) fielen jedoch bei der Kritik durch und wurden auch zu finanziellen Flops, die beide weltweit nicht einmal 1 Mio. US-Dollar einspielten.
LuckyChap Entertainment begann auch mit der Produktion von Fernsehserien wie der Comedy-Serie Dollface (2019–2022) und den Miniserien Maid (2021) und Mike (2022).
Im Jahr 2019 zog das Unternehmen in ein neues Büro in Downtown Los Angeles um.
Der Anfang 2020 veröffentlichte Superheldenfilm Birds of Prey: The Emancipation of Harley Quinn, in dem Robbie zum zweiten Mal die titelgebende Comicfigur verkörperte, spielte weltweit zwar über 200 Mio. US-Dollar ein, kam damit an den Kinokassen aber noch nicht in die Gewinnzone.
Im Dezember 2020 unterzeichnete LuckyChap Entertainment einen First-Look-Deal über Fernsehproduktionen mit Amazon. Der First-Look-Deal mit Warner über Filmproduktionen blieb parallel bestehen.
Robbie plante von Anfang an, nicht in jedem Projekt des Unternehmens als Schauspielerin eine Rolle zu übernehmen. 2019 produzierte das Unternehmen Emerald Fennells von der Kritik vielfach gelobten Rache-Thriller Promising Young Woman, der wegen der COVID-19-Pandemie im Vereinigten Königreich nicht in den britischen Kinos starten konnte und dort stattdessen von Sky Cinema und über den Streamingdienst WOW veröffentlicht wurde. Mit einem weltweiten Kinoeinspielergebnis von über 10 Mio. US-Dollar war der gemeinsam mit FilmNation Entertainment produzierte Film, in dem Carey Mulligan die Hauptrolle übernommen hatte, dennoch an den Kinokassen profitabel. In der nächsten Filmproduktion von LuckyChap Entertainment, dem 2023 auf dem Streamingdienst Hulu veröffentlichten Serienmörder-Film Boston Strangler übernahm Keira Knightley die Hauptrolle der Journalistin Loretta McLaughlin.
2023 kam Greta Gerwigs Spielfilm Barbie in die Kinos, der unter anderem von LuckyChap Entertainment produziert wurde und in dem Robbie die titelgebende Hauptrolle spielte. Den Vertrag mit Mattel und Warner Bros. hatte LuckyChap Entertainment 2019 angekündigt. LuckyChap Entertainment hatte Gerwig und Noah Baumbach mit dem Schreiben des Drehbuchs betraut. Der parallele Filmstart von Barbie und Christopher Nolans Filmbiografie Oppenheimer befeuerte das „Barbenheimer“-Phänomen und wurde dadurch zum „Filmevent des Jahres“ (Variety). Der Film spielte weltweit über 1,44 Milliarden US-Dollar an den Kinokassen ein und wurde dadurch zum finanziell erfolgreichsten Film des Kinojahres 2023.
Die nächsten Filmprojekte des Unternehmens waren Emerald Fennells Thriller Saltburn (2023) und Megan Parks Komödie My Old Ass (2024).

## Produktionen (Auswahl)
- 2017: I, Tonya
- 2018: Terminal – Rache war nie schöner (Terminal)
- 2019: Dreamland
- 2019–2022: Dollface (Fernsehserie, 20 Episoden)
- 2020: Promising Young Woman
- 2020: Birds of Prey: The Emancipation of Harley Quinn
- 2021: The Humming of the Beast (Kurzfilm)
- 2021: Maid (Miniserie, 10 Episoden)
- 2022: Mike (Miniserie, 8 Episoden)
- 2023: Boston Strangler
- 2023: Barbie
- 2023: Saltburn
- 2024: My Old Ass